# リロイ・ハーゲン・アンダーソン
リロイ・ハーゲン・アンダーソン(英語: LeRoy Hagen Anderson, 1906年2月2日 - 1991年9月25日)は、アメリカ合衆国の政治家、民主党員。アメリカ合衆国下院議員(通算2期)。

## 経歴・人物
1906年、アンダーソンはノースダコタ州ディッキー郡エレンデールでノルウェーにルーツを持つ両親の元に生まれた。1909年に一家はモンタナ州ポンデラ郡コンラッドに移り住んだ。1927年にモンタナ州立大学(現在のモンタナ大学)をで化学工学の学位を取得した後、カリフォルニア工科大学の大学院に進み、数学と物理化学を学んだ。大学院在学中の1929年にジェシー・テイラーと結婚。翌年大学院卒業した後は小麦農場と牧場を経営した。

### 第二次世界大戦
1942年、アンダーソンはアメリカ陸軍に入隊し、第5機甲師団「勝利」第81機甲連隊第2大隊に配属された。7月には少佐として大隊の指揮を取り、キャンプクック軍事基地(現在のヴァンデンバーグ空軍基地)で訓練を行っていた。8月、南カリフォルニアのモハーベ砂漠で砂漠戦を想定した訓練が行われ、地雷原が敷設された陣地で対戦車兵器や機関銃を装備した歩兵守備部隊との戦闘演習を繰り返し行った。アンダーソンはこれらの演習を通して、大隊が長期間に渡って爆撃された際に、特定の操作手順にしたがって、大隊全体で組織的に防御するシステムを構築した。1943年3月、第5機甲師団は第2陸軍演習に参加するため、テネシー州に移動した。第2大隊には同演習でフォード GAAV型8気筒ガソリンエンジンを搭載した最新鋭のM4中戦車が配備された。9月21日、大隊の再編成が行われ、第81機甲連隊第2大隊は第81戦車大隊に改編され、ほぼ同時期に中佐に昇進したアンダーソンが指揮官に任命された。
1944年2月上旬、大隊は軍事徴用船アスローンキャッスルに搭乗し、2月25日にリバプールに上陸した。第5機甲師団はノルマンディー上陸作戦の後詰として、橋頭堡が確保された後に上陸し、フランス北部を制圧すべく、ウィルトシャーのティルスヘッド村付近に置かれたウェストダウンズキャンプで準備を行った。6月6日、連合国軍がノルマンディー海岸への上陸を開始、作戦目標である橋頭堡の構築に成功し、7月26日に第5機甲師団はユタ・ビーチに上陸した。ル・マン市の解放などフランス北部で転戦したのち、パリ解放がなされると、ベルギー方面に移動し、コンピエーニュなどでドイツ軍との緒戦に勝利し、9月2日にはベルギー国境を破った。その後、ジブロンに移動し、ルクセンブルク解放戦に参加し、ルクセンブルク公子の護衛も務めた。9月15日、ヴァーレンドルフからジークフリート線を突破し、付近のトーチカを破壊した。しかし、ドイツ軍の反撃にさらされ、いくつかの戦車を喪失。第2大隊はルクセンブルクに撤退した。 大隊はカルターハーベルクでの防衛任務やベルクハイムの占領戦に参加した後、オランダのウバグスバーグに移動し、アルビン・H・ギレム少将の指揮下のXIII軍団に入り、ライン川の突破に貢献した。その後、4月15日にはクレッツェでフォン・クラウゼヴィッツ機甲師団との戦闘に勝利した。5月9日にドイツが無条件降伏したことが正式に発表され、第二次世界大戦のヨーロッパ戦線での戦闘は概ね終結した。大隊はマルツ山脈南部のブライヒャーオーデに移動した。同地はV2ロケットの研究拠点予定地の一つであったため、大隊は防諜任務と民間人の管理に当たった。9月9日、大隊は非アクティブ化された。
これらの功績によって、アンダーソンはシルバースター勲章と棕櫚付きクロワ・ド・ゲール勲章を授与された。1945年に中佐として退役したが、その後も予備役軍人として軍属を続け、1948年から1962年までは陸軍予備役少将として第96歩兵師団予備役の指揮も務めた。

### 政治家
モンタナ州下院議員、モンタナ州上院議員を務め、1954年から1956年まで民主党の州上院少数党院内総務を務めた。1954年にはモンタナ州第2選挙区から下院議員選挙に出馬したが、共和党のオービン・フジャレに敗れた。
1956年、アンダーソンは再び下院議員選挙に出馬した。前回選挙に引き続きフジャレと議席を争ったが、今回はフジャレを2,641票差で破って当選を果たした。同選挙のアンダーソンの勝因の一つは、共和党のアイゼンハウワー政権で行われたベンソン・プログラムである。同プログラムの影響で農産物価格が下落したため、モンタナ州の基幹産業である農業が打撃を受け、共和党は農村部での支持を失いつつあった。さらに、当時ビッグホーン川に建設予定だったイエローテールダムに対する政策の違いも民主党の勝利に影響した。イエローテールダムの建設は1億ドル規模の一大プロジェクトであったが、1950年以降アメリカ先住民のクロウ族の反対で着工が遅れていた。連邦政府も粘り強い交渉を続けたが、1956年2月にクロウ族は評価額5万ドルの土地に対して150万ドルで買収する政府案を拒否し、土地の対価として500万ドルを要求した。ジェームズ・E・マレー上院議員、マイケル・マンスフィールド上院議員、リー・メトカーフ下院議員などの民主党連邦議員が中心となって、クロウ族に500万ドルを支払うという法案が連邦議会を通過したが、共和党のドワイト・D・アイゼンハワー大統領が拒否権を行使したため、ダムの建設は遅々として進まなかった。同ダムの建設で恩恵を受けるビリングスは人口も多く、共和党員の多い地域であり、共和党のフジャレにとって重要な支持基盤の一つであった。しかし、アイゼンハウワー大統領によってダムの建設が阻害されると、フジャレは味方であるはずの共和党員からも猛烈な批判を受け、ビリングス地域での支持を失いつつあった。これらフジャレが共和党員からの支持を集めきれなかったことが決定打となり、アンダーソンは初の当選を果たすこととなった。
アンダーソンは5議会・第86議会で議員下院職をめた。1960年には、連邦上院議員選挙に立候補したが、予備選でリー・メトカーフに敗れた。その後、エンジニアとしての活動を再開させたが、1966年から1970年までモンタナ州上院議員を務め、政界に復帰した。1968年、州知事選挙の民主党予備選に出馬するも、フォレスト・アンダーソン、ユージン・マホニーに次ぐ３位に終わった。
1991年9月25日にモンタナ州コンラッドの病院で死去。享年85歳だった。

## エポニム
- アンダーソンホール

　ケンタッキー州フォート・ノックスにある第81戦車大隊博物館内に存在。1990年5月に命名された。